# Utzwingen
Utzwingen ist ein Gemeindeteil der Gemeinde Maihingen im Landkreis Donau-Ries (Regierungsbezirk Schwaben, Bayern) und eine Gemarkung.

## Lage
Das Pfarrdorf Utzwingen liegt gut einen Kilometer nördlich von Maihingen an einem Südosthang im Nördlinger Ries. Durch den Ort zieht sich die Kreisstraße DON 12.
Auf der Gemarkung Utzwingen liegen die Orte Utzwingen und Lochmühle.

## Ehemalige Gemeinde
Die Gemeinde Utzwingen, ehemals im Landkreis Nördlingen, später Landkreis Donau-Ries, wurde am 1. Juli 1974 vollständig nach Maihingen eingemeindet.
Zu ihr gehörten die noch heute auf der gleichnamigen Gemarkung liegenden Orte Utzwingen und Lochmühle. Die Gemeindefläche im Jahr 1961 betrug 566 Hektar und es gab 307 Einwohner. Im Jahr 1970 hatte die Gemeinde 303 Einwohner. Die größte Anzahl an Einwohnern hatte die Gemeinde im Jahr 1840 mit 478.

## Baudenkmäler

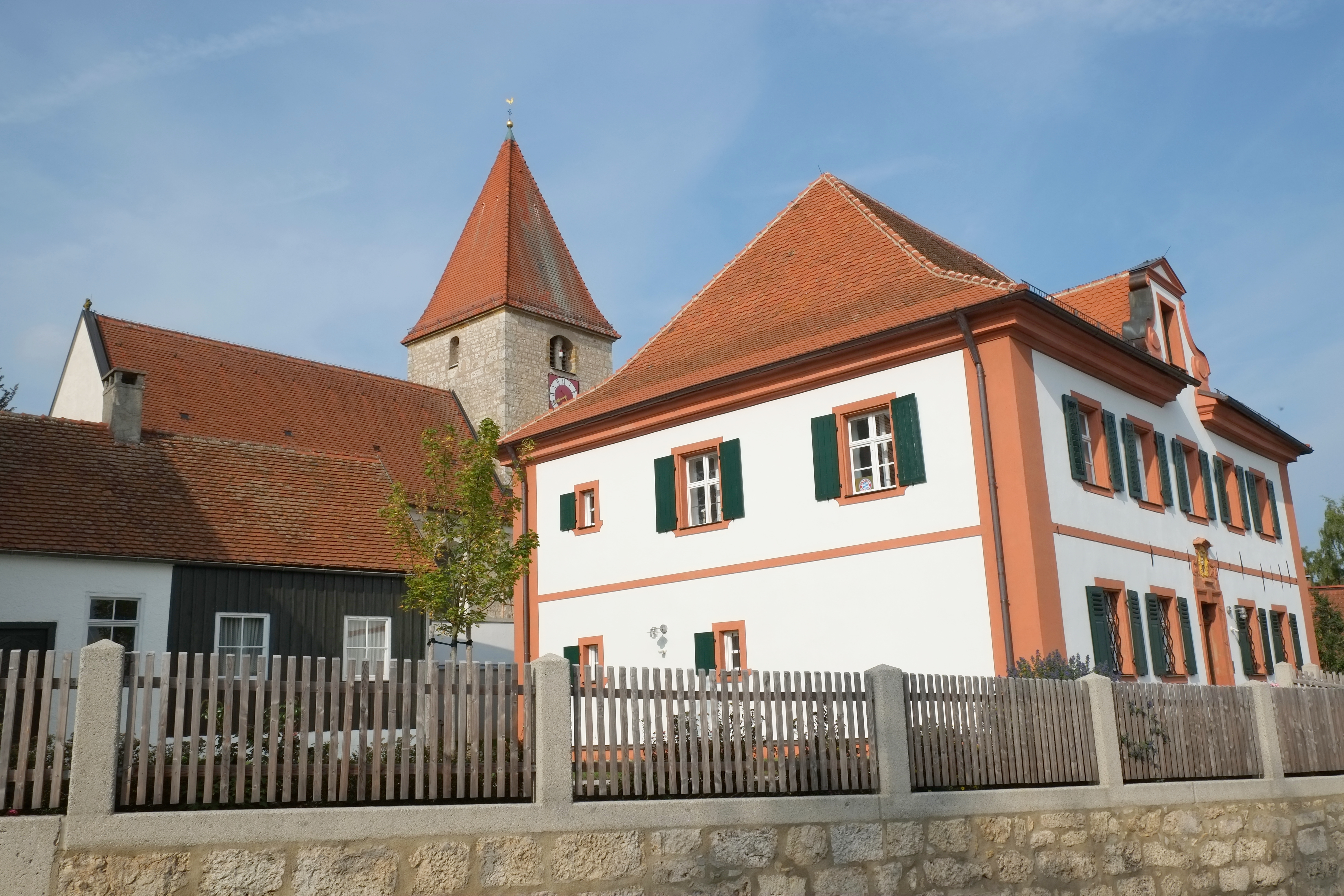
Pfarrhaus mit Kirche

Im Ort liegen vier gelistete Baudenkmäler:
- Die katholische Pfarrkirche St. Georg, eine ehemals befestigte Chorturmkirche. Der Saalbau aus unverputztem Quadermauerwerk mit eingezogenem Rechteckchor im Turm, Sakristeianbau und Vorzeichen stammt aus dem Ende des 14. Jahrhunderts.[8]
- Das Pfarrhaus Utzwingen, ein zweigeschossiger Walmdachbau mit Ecklisenen um 1750[9]
- Ein ehemaliges Schlösschen und ein ehemaliges Wohnstallhaus